# تمارا جنكينز
تمارا جنكينز (بالإنجليزية: Tamara Jenkins)‏ هي راكبة الكنو أمريكية، ولدت في 20 أغسطس 1978.

## وصلات خارجية
- تمارا جنكينز على موقع أوليمبيديا (الإنجليزية)